# One Less Lonely Girl
«One Less Lonely Girl» — песня канадского певца Джастина Бибера с его дебютного мини-альбома My World (2009).
В октябре 2009 года, за месяц-полтора до выхода альбома, песня «One Less Lonely Girl» была издана отдельным синглом. (Это был второй и последний сингл с этого альбома. Первым был One Time, вышедший ещё в мае.)
Песня достигла 16 места в США (в чарте Billboard Hot 100).

## Сюжет песни
Давая тогда интервью «Новостям MTV», Джастин Бибер заявил, что надеется, что послание, содержащееся в песне «One Less Lonely Girl», дойдёт до адресата — до тех, кто в нём нуждается. Он сказал:
Я думаю, что это важно, чтобы у этих девочек было что-то. Тогда [в мире] будет на одну одинокую девочку меньше.

## Интересные факты
Как рассказывает сайт Songfacts, однажды, было это в 2011 году, Джастин Бибер с Селеной Гомес услышали, как на чей-то свадьбе поставили эту песню в караоке. Они незвано-негаданно заявились туда, устроили небольшой переполох и фотографировались с присутствовавшими.